# Budaka (district)
Le district de Budaka est un district d'Ouganda. Sa capitale est Budaka.